# Barbara Andrade
Barbara Andrade  (* 1934 in Heidelberg; † 17. Juli 2014) war eine römisch-katholische Theologin.

## Leben
Sie studierte Philosophie und Theologie in Heidelberg und Frankfurt (Sankt Georgen), Paris und New York. Dort heiratete sie einen mexikanischen Professor (von dem sie ihren Nachnamen erhielt: Andrade), mit dem sie vier Kinder hatte. Sie zog nach Mexiko-Stadt und war ab 1982 Direktorin des Bereichs Theologie und Religionen an der Universidad Iberoamericana Ciudad de México.

## Schriften (Auswahl)
- Encuentro con Dios en la historia. Estudio de la concepción de Dios en el Pentateuco. Salamanca 1985, ISBN 84-301-0954-4.
- Gott mitten unter uns. Entwurf einer kerygmatischen Trinitätstheologie. Frankfurt am Main 1998, ISBN 3-631-32437-5.
- „Erbsünde“ – oder Vergebung aus Gnade?. Frankfurt am Main 2003, ISBN 3-8330-0810-5.